# Die zwei Freunde

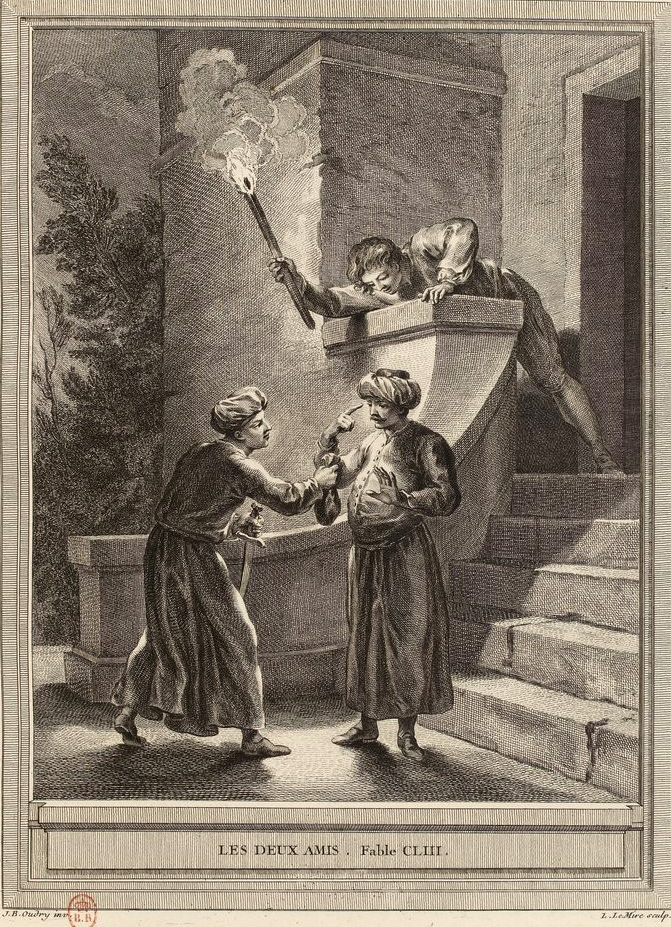
Les Deux Amis

Die zwei Freunde (französisch Les Deux Amis) ist die elfte Fabel aus dem achten Buch der Fabelsammlung Fables Choisies, Mises En Vers von Jean de La Fontaine.
La Fontaine, dessen Fabeln meist gefährliche Freundschaften thematisieren, wie beispielsweise in Die Katze und die zwei Spatzen, stellt hiermit ein seltenes positives Beispiel der Freundschaft vor. Die Geschichte handelt von einem nicht heldenhaften, aber hingebungsvollen Freundespaar.
Der eine Freund träumt, der andere sei unglücklich, und eilt zu dessen Haus hin, um ihm seine Dienste anzubieten. Der andere Freund hält ihn seinerseits für hilfsbedürftig und stellt ihm alles zur Verfügung, was er besitzt. Der Dichter leitet die Moral mit der Frage ein „Wer liebt den andern mehr? Wie denkst, mein Leser, du?“ und schließt dann mit der Erkenntnis:
Die Frage ist es wert, dass man sie ernst betrachte;

ein wahrer Freund verdient, dass man ihn achte.

In deines Herzens Grund sucht er, was not dir tu’,

spart dir die Scham, ihm selber zu

entdecken, was dir etwa fehle;

ein Traum, ein Nichts, lässt ihm nicht Ruh’,

gilt’s dem Geliebten seiner Seele.
Übersetzer: Ernst Dohm
Jean-François de La Harpe vermutet in seinem Eulogium an La Fontaine, dass der Dichter bei den Versen Qu'un ami véritable est une douce chose! Il cherche vos besoins au fond de votre coeur (Wie süß ein wahrer Freund ist! Er sucht nach deinen Bedürfnissen tief in deinem Herzen) an seine Freundin Madame de La Sablière gedacht habe, in deren Haus La Fontaine zwanzig Jahre bis zu ihrem Tod gelebt hatte.